# Bernhard Friedrich von Krosigk (1837–1912)

Bernhard Friedrich von Krosigk

Bernhard Friedrich von Krosigk (* 21. Dezember 1837 in Merbitz; † 7. April 1912 in Fürstenwalde) war Fideikommissherr auf Merbitz, preußischer Generalmajor und Mitglied des Abgeordnetenhauses.

## Leben

### Herkunft
Bernhard Friedrich stammt aus dem Adelsgeschlecht Krosigk. Er war der dritte Sohn von Karl Gebhard Anton von Krosigk (* 19. Januar 1806 in Kähnert; † 23. Juli 1886 in Wendelstein), Rittmeister a. D., und dessen Ehefrau Emma, geborene von der Marwitz (* 24. September 1811 in Schönberg; † 8. April 1878 in Wendelstein).

### Militärkarriere
Krosigk studierte zunächst drei Semester Rechtswissenschaften an der Universität Halle und wurde dort Mitglied des Corps Marchia Halle. Er trat am 24. Juni 1859 als Einjährig-Freiwilliger in die Ersatzkompanie des 4. Jäger-Bataillons der Preußischen Armee ein und wurde am 1. August 1859 in das 32. Infanterie-Regiment versetzt. Dort folgte am 19. September 1860 seine Ernennung zum Portepeefähnrich. Im Juni 1861 kam Krosigk dann in das Jäger-Bataillon Nr. 3 und wurde zwei Monate später zum Sekondeleutnant befördert. Mit dem Bataillon war er 1864 während des Krieges gegen Dänemark an den Gefechten bei Rackebüll und Osterdüppel sowie dem Sturm auf die Düppeler Schanzen beteiligt und machte den Übergang nach Alsen mit. Im Oktober 1865 stieg Krosigk zum Bataillonsadjutant auf. Als solcher kämpfte er 1866 gegen Österreich bei Münchengrätz und Königgrätz.
Im Deutsch-Französischen Krieg nahm Krosigk an der Schlacht bei Spichern teil, wofür er mit dem Eisernen Kreuz II. Klasse ausgezeichnet wurde. Nach Teilnahme an der Schlacht von Mars-la-Tour erhielt er auch das Kreuz I. Klasse. Im Juli 1871 wurde er in das Leib-Grenadier-Regiment (1. Brandenburgisches) Nr. 8 versetzt, 1873 als Hauptmann und Kompaniechef in das 2. Garde-Regiment zu Fuß, später unter Versetzung in das Kaiser Alexander Garde-Grenadier-Regiment Nr. 1 Kommandeur der Unteroffizierschule Jülich, 1883 Kommandeur der Unteroffizierschule Biebrich und schließlich Kommandeur des Jäger-Bataillons Nr. 3. 1891 wurde Krosigk Oberst und Kommandeur des Leib-Grenadier-Regiment „König Friedrich Wilhelm III.“ (1. Brandenburgisches) Nr. 8. Am 16. Juni 1894 stellte man Krosigk krankheitsbedingt unter Verleihung des Charakters als Generalmajor, mit Hauptwohnsitz in der Garnisonsstadt Fürstenwalde, mit der gesetzlichen Pension zur Disposition. 1897 erhielt er den Kronenorden II. Klasse mit Schwertern am Ringe und 1908 den Roten Adlerorden II. Klasse mit Eichenlaub.

### Politik
In einer Nachwahl am 16. Dezember 1905 wurde Krosigk im Wahlkreis Frankfurt/Oder 9 (Landkreise Luckau und Lübben) für die Konservative Partei in das Preußische Abgeordnetenhaus gewählt, dem er bis zu seinem Tode 1912 angehörte.

### Familie
Krosigk heiratete am 2. Mai 1873 in Lübben Margarete Anna Elise von Leyer (1850–1910). Aus der Ehe ging der spätere sächsische Major Karl Ernst (1875–1935) hervor, der die Gräfin Wilhelmine Marie Engelhardine Elisabeth Ernestine von Wolkenstein-Trostburg (1883–1964) ehelichte. Karl Ernst, Gutsherr von Merbitz mit 346 ha, und Wilhelmine von Krosigk adoptierten 1933 per Vertrag und amtsgerichtlich 1934 den Vetter Claus von Krosigk-Hohenerxleben (1932), der dann auch den Besitz Merbitz erbte.